# ポリヤ賞 (応用数理学会)
ポリヤ賞(George Pólya Prize) は、応用数理学会(Society for Industrial and Applied Mathematics)により授与される数学賞。

1969年に設立され、ハンガリーの数学者ジョージ・ポリアに因んで名づけられた。
「組合せ論の顕著な応用」と「ジョージ・ポリアが関心を持ったその他の分野での顕著な功績」に対して、現在は偶数の年に授与されている。

## 受賞者
- 1971 ロナルド・グラハム, Klaus Leeb, ブルース・リー・ロスチャイルド, A. W. Hales, Robert I. Jewett
- 1975 Richard P. Stanley, エンドレ・セメレディ, Richard M. Wilson
- 1979 ラースロー・ロヴァース
- 1983 Anders Björner, Paul Seymour
- 1987 アンドリュー・チーチー・ヤオ
- 1992 Gil Kalai, サハロン・シェラハ
- 1994 Gregory Chudnovsky, Harry Kesten
- 1996 Jeff Kahn, David Reimer
- 1998 Percy Deift, Xin Zhou, ピーター・サルナック
- 2000 Noga Alon
- 2002 Craig Tracy, Harold Widom
- 2004 Neil Robertson, Paul Seymour
- 2006 グレゴリー・ローラー, オデッド・シュラム, ウェンデリン・ウェルナー
- 2008 Van H. Vu
- 2010 Emmanuel Candès, テレンス・タオ
- 2012 Vojtěch Rödl, Mathias Schacht
- 2014 Adam Marcus, ダニエル・スピールマン, Nikhil Srivastava
- 2016 Jozsef Balogh, Robert Morris, Wojciech Samotij, David Saxton, Andrew Thomason
- 2018 受賞者なし
- 2022 Antti Kupiainen, Rémi Rhodes, Vincent Vargas